# Metro van Chicago
De metro van Chicago is het op twee na drukste metrosysteem van de Verenigde Staten (na New York en Washington D.C.) en wordt door de lokale bevolking vaak L-train (elevated train) genoemd. The L is in totaal 170.6 kilometer lang, heeft 8 lijnen, 144 stations en vervoert dagelijks ongeveer 660.000 passagiers. Het netwerk bestaat voor het grootste deel uit bovengrondse lijnen, die op viaducten boven de straten van de stad lopen. Alleen de blauwe en de rode lijn verlopen in het centrum van de stad ondergronds.De metro van Chicago is de oudste metro van het Amerikaanse continent en werd geopend in 1892, ruim 12 jaar voor de Metro van New York.

## Geschiedenis
Het eerste deel van het systeem, later onderdeel van de bovengrondse loop (lus) door het stadscentrum, werd al in 1892 geopend. In 1943 en 1951 werd twee ondergrondse trajecten geopend. Uniek aan de ondergrondse lijnen is dat de eilandperrons van meerdere stations door de hele tunnel doorlopen. Het ondergrondse perron van de rode lijn, waaraan vier "stations" gelegen zijn, is ongeveer een kilometer lang en daarmee het langste metroperron ter wereld.
Sinds 1993 zijn de lijnen niet meer vernoemd naar hun eindpunten, maar zijn ze te herkennen aan hun eigen kleur: rood, oranje, geel, groen, blauw, paars, bruin en roze. De Gele lijn begon in 1964 als een expirimenteel maar succesvol railproject, op een eerder verlaten spoorbedding.

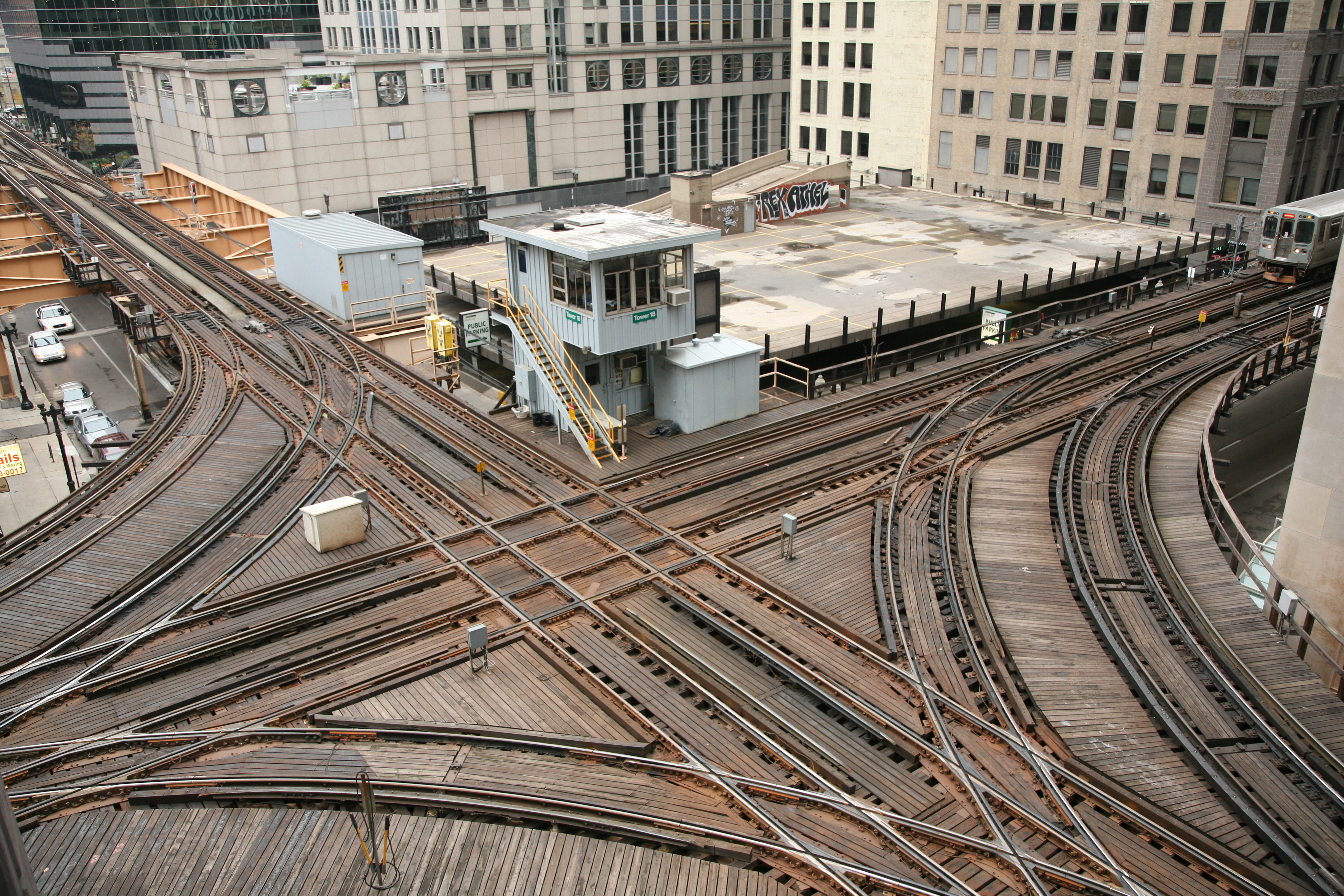
De noordwesthoek van de Loop heeft een grote kruising boven straatniveau
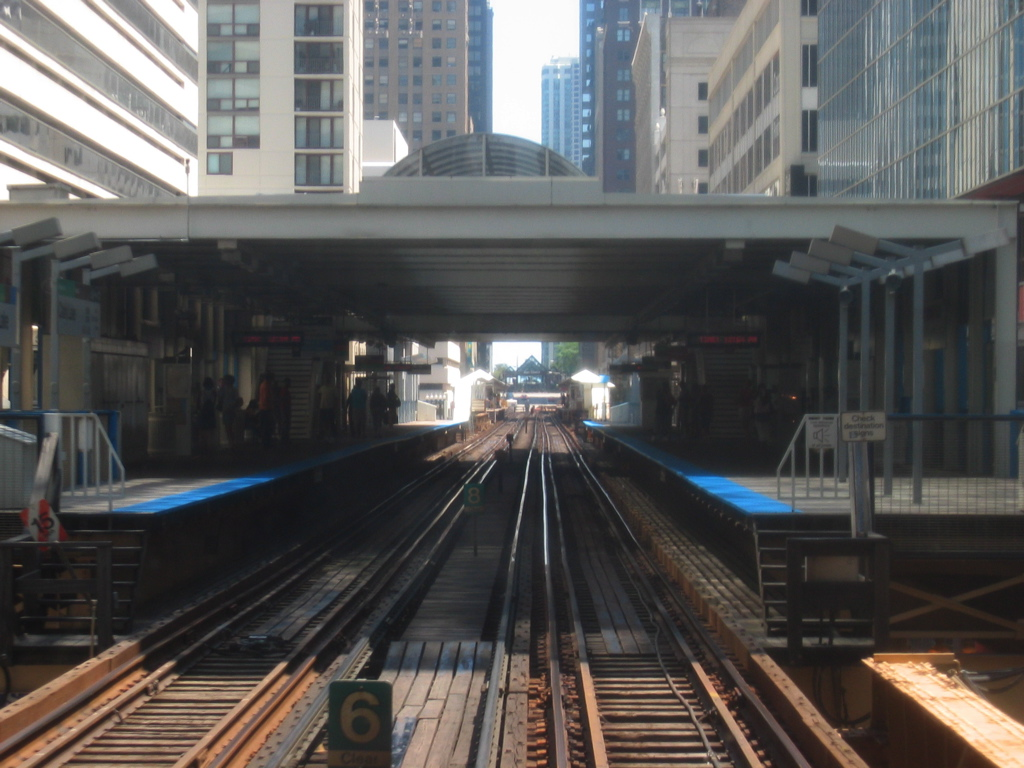
De perrons van Clark/Lake
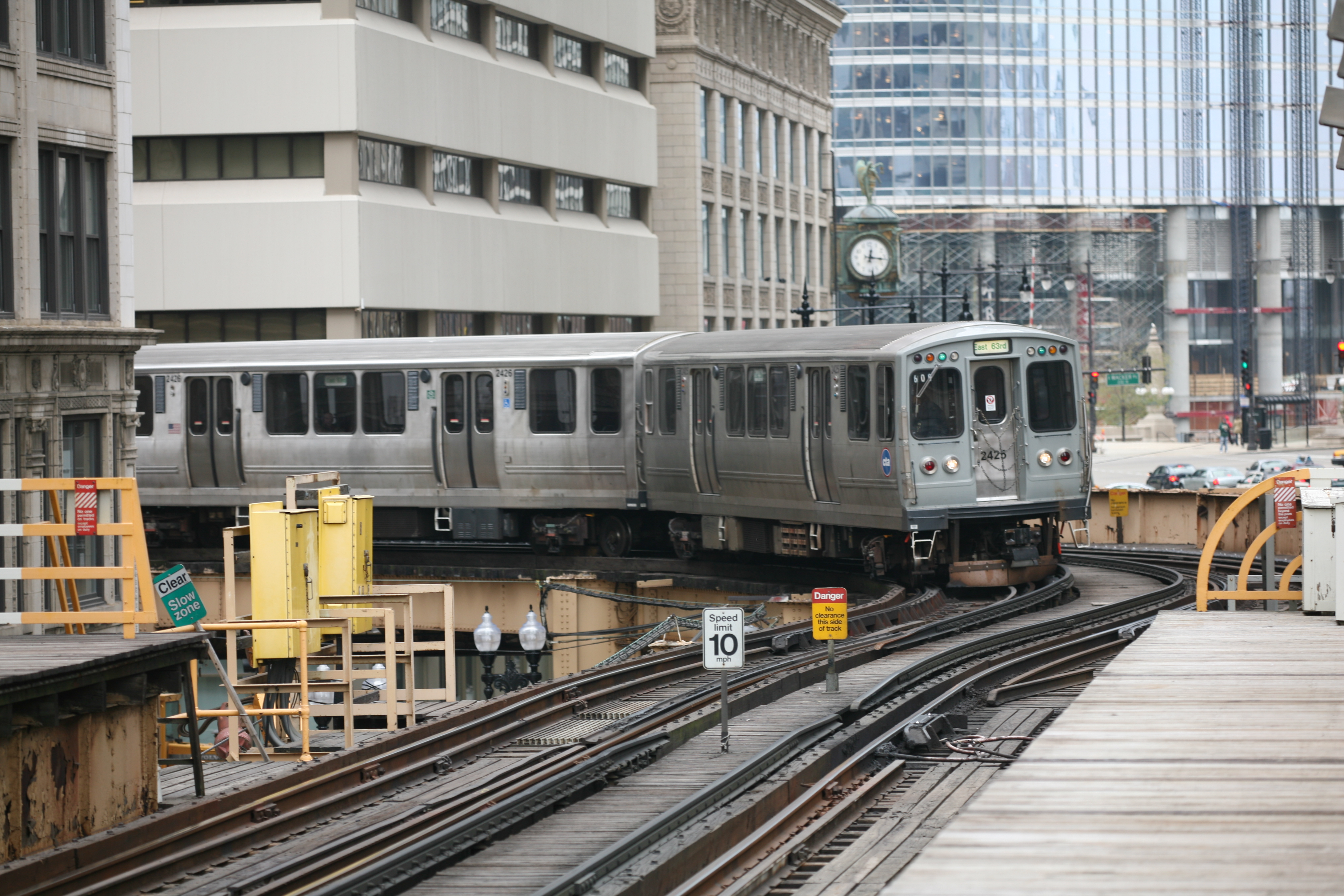
De noordoosthoek van de Loop op de hoek van Lake Street en Wabash Avenue
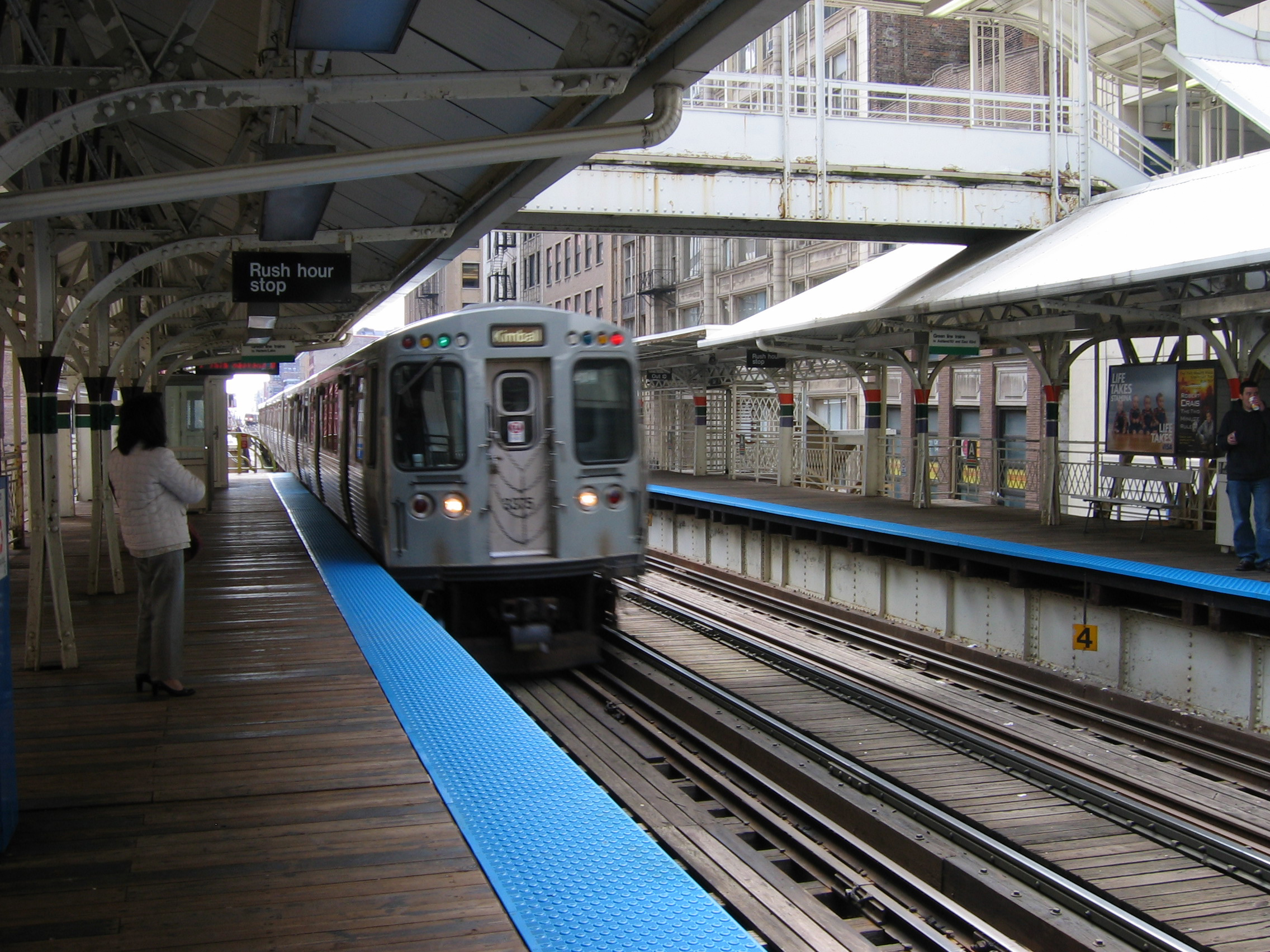
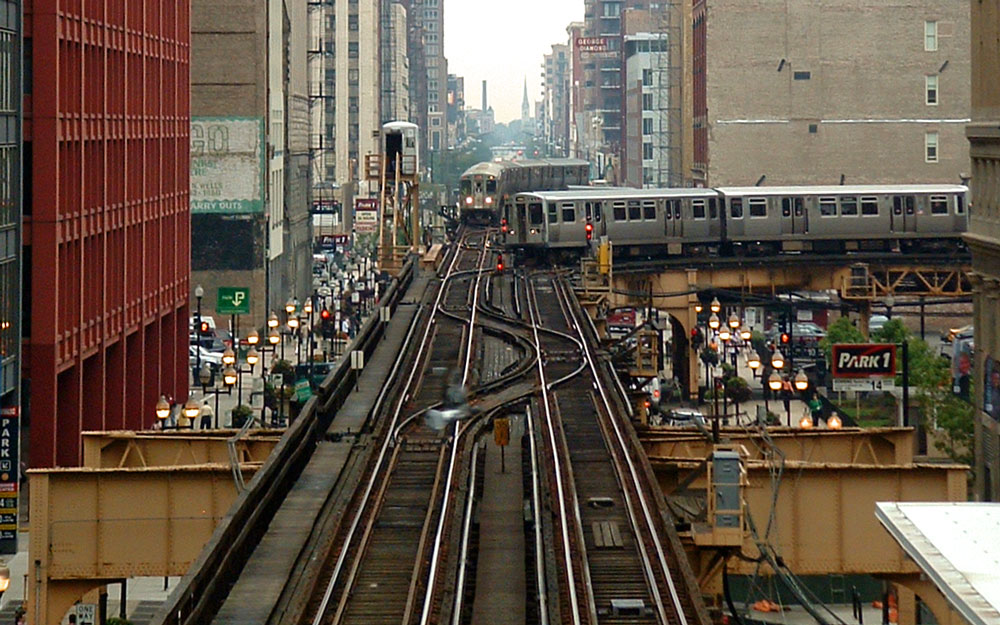
De zuidwesthoek van de Loop bij Van Buren Street en Wabash Avenue
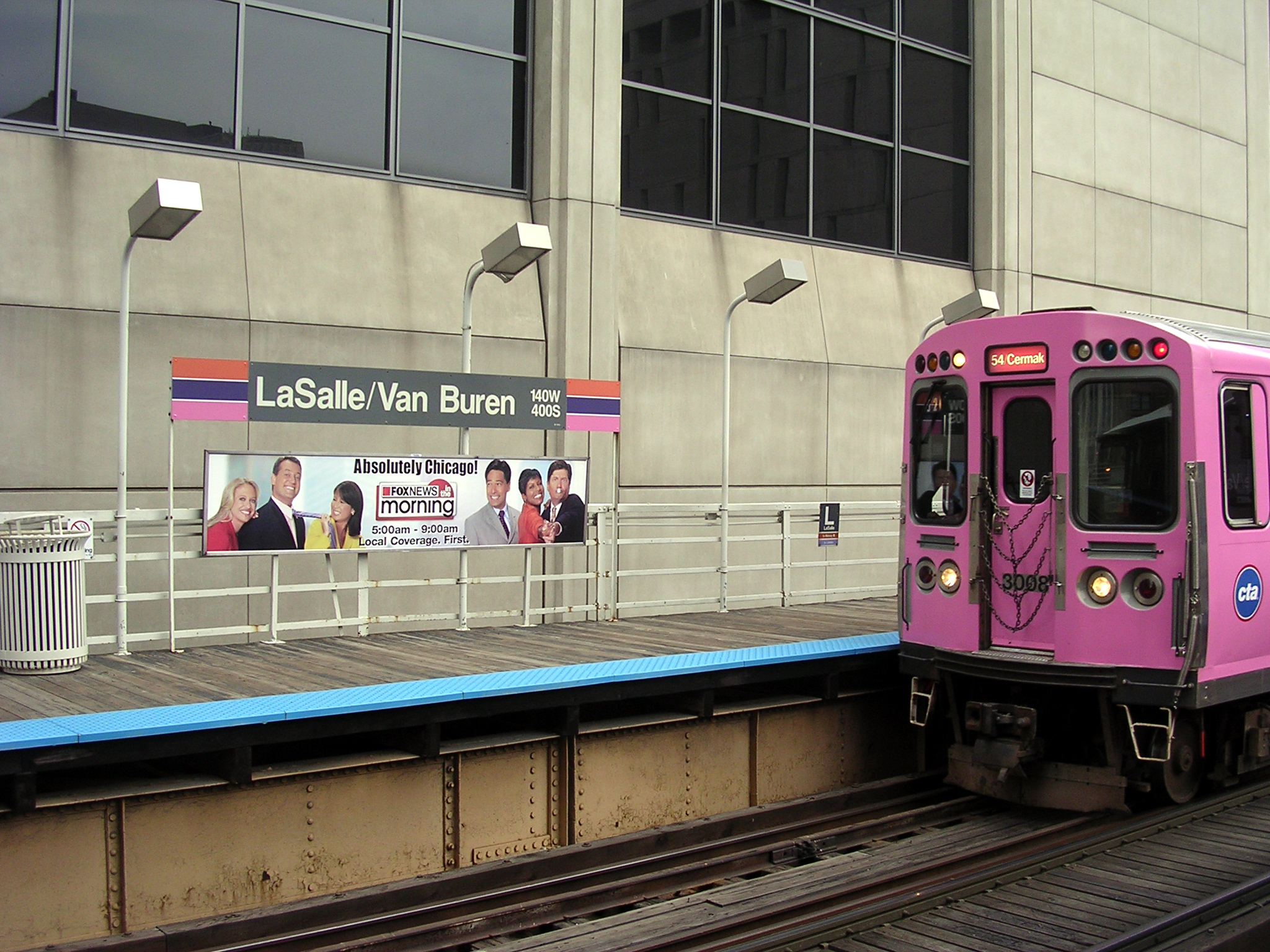
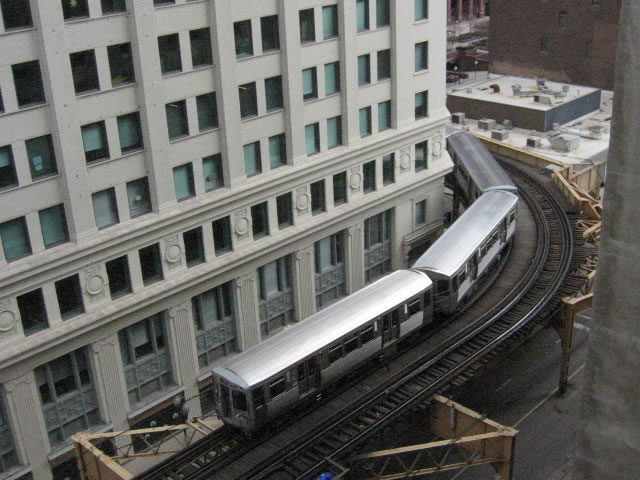
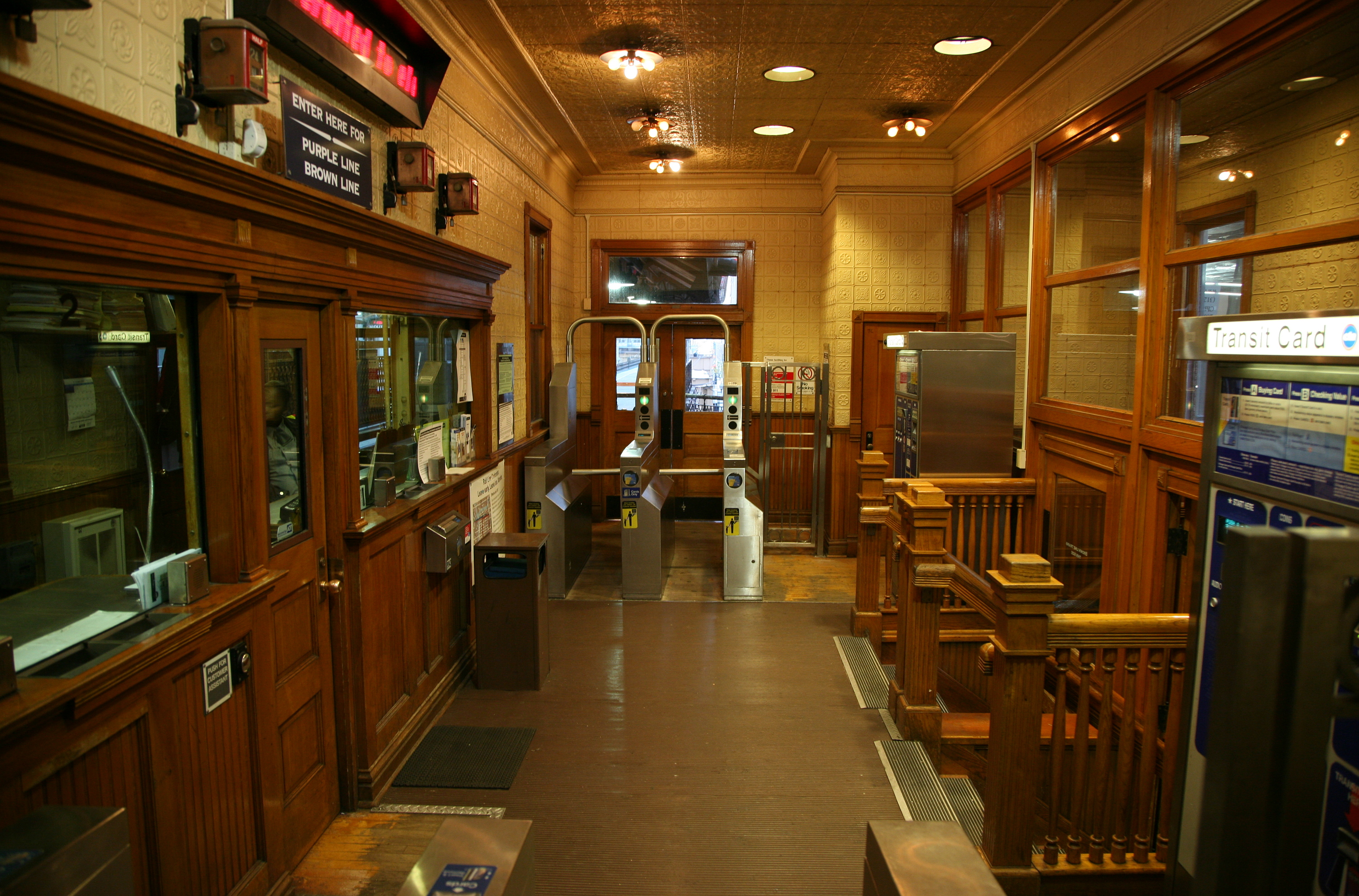
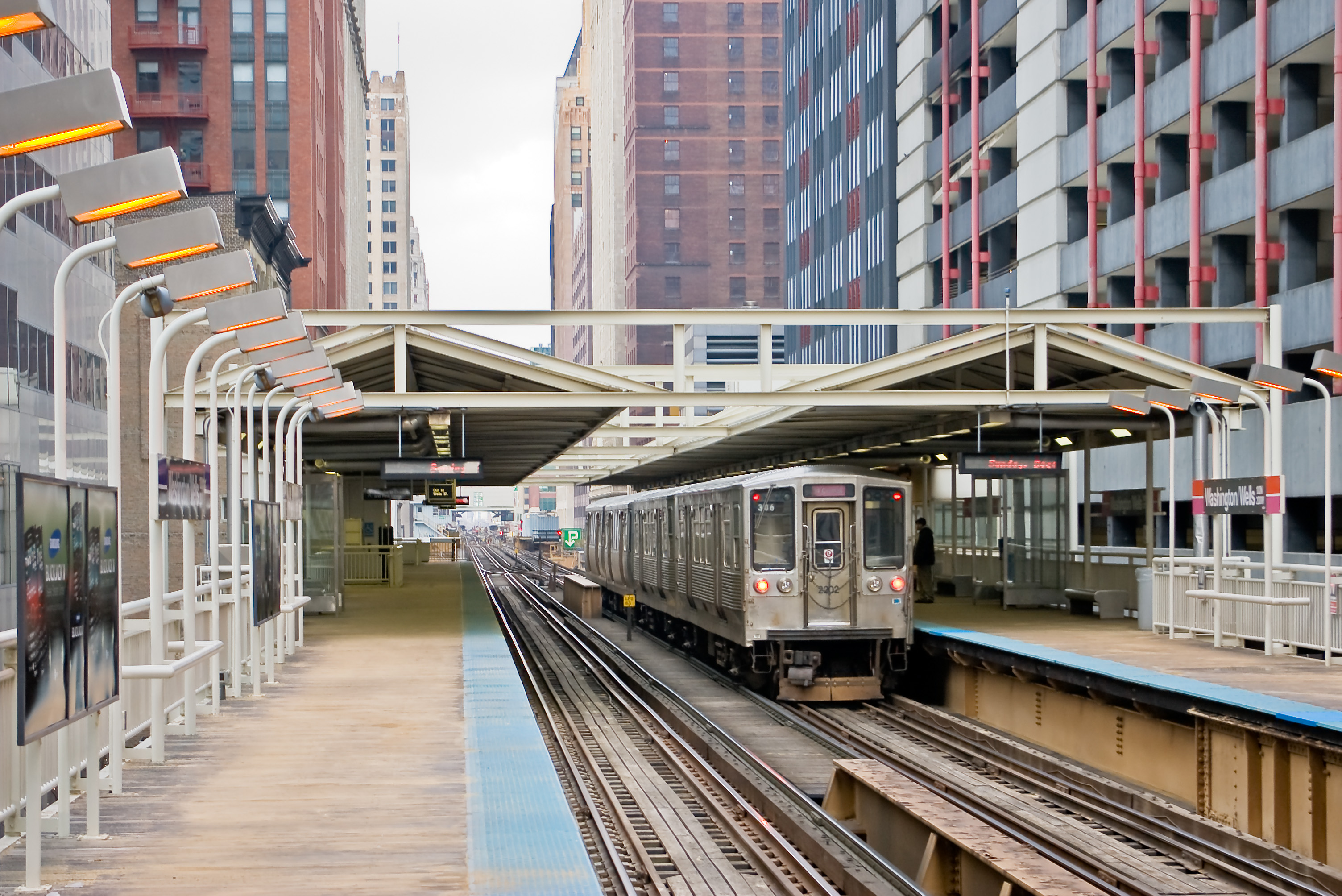
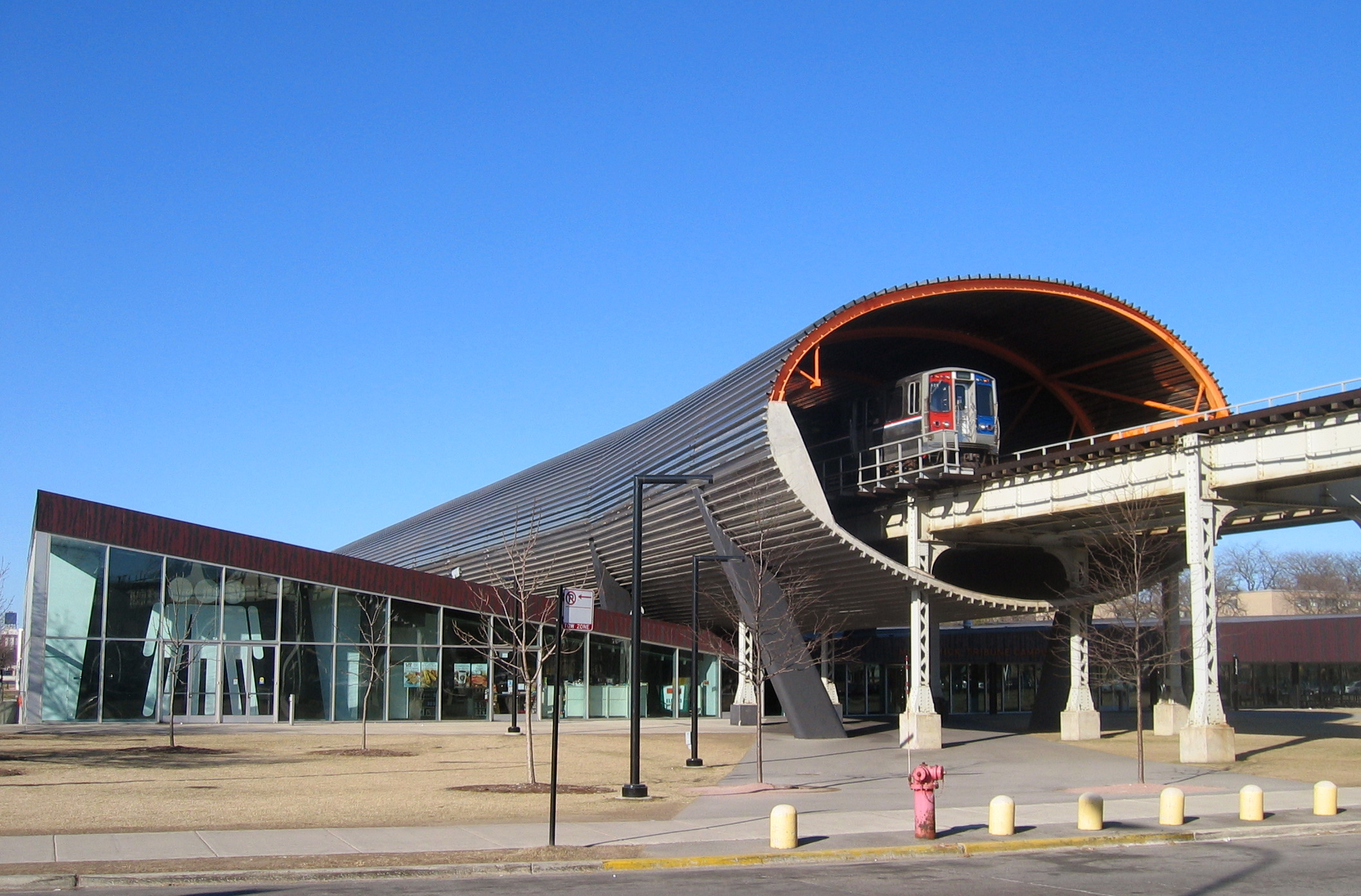
Het MTCC van het Illinois Tech, ontwerp van Koolhaas